# Miner (rivière)
Pour les articles homonymes, voir Miner.
La rivière Miner  (en anglais : Miner River) est un cours d’eau de la région de  Nelson dans l’Île du Sud de la Nouvelle-Zélande.

## Géographie
Elle prend naissance dans les collines à 10 km au sud du centre de la ville de Nelson, tout près de l’extrémité sud de la  chaîne de Bryant Range, s’écoulant vers l’ouest pour se joindre avec la rivière Roding à 4 km au sud Richmond.